# Harald Julius von Bosse

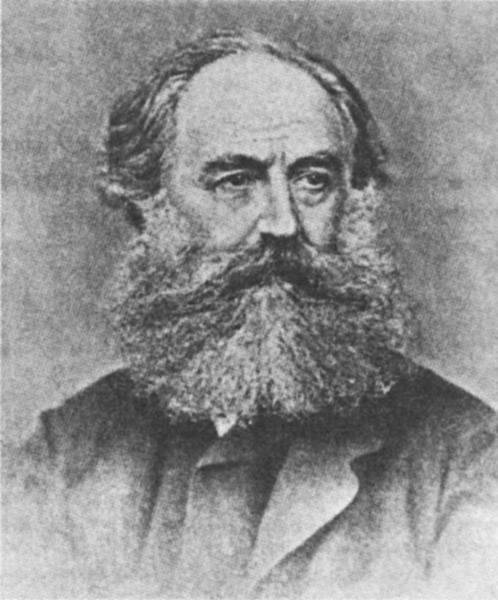
Harald Julius von Bosse (1894)

Harald Julius von Bosse (* 28. September 1812 in Lievburg bei St. Petersburg; † 10. März 1894 in Dresden) war ein deutschbaltischer Architekt und Maler.

## Leben und Wirken

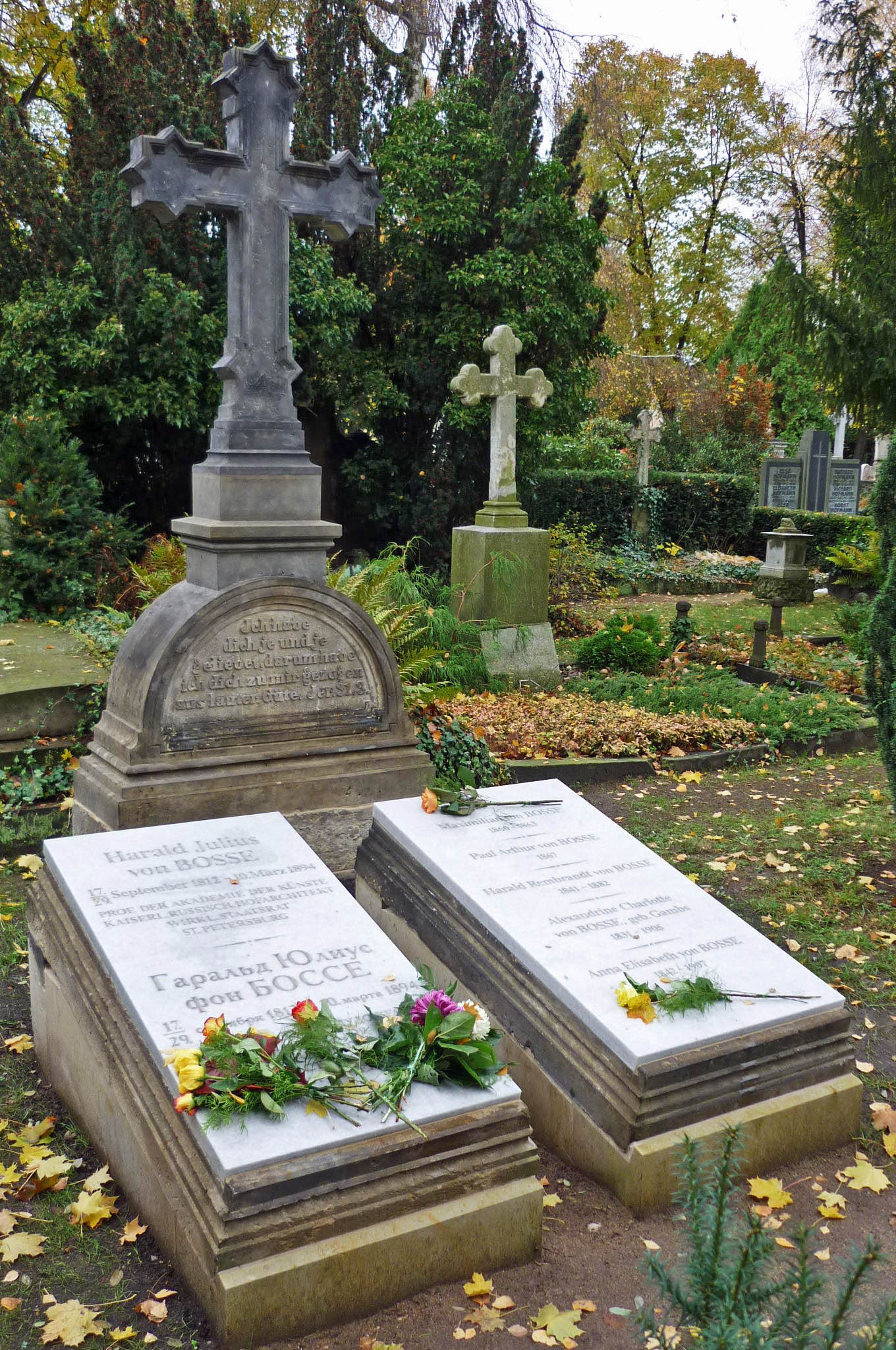
Restaurierte Grabstätte Harald Julius von Bosse auf dem Trinitatisfriedhof in Dresden

Harald Julius war Angehöriger der Familie Bosse. Er war der Sohn des Historien- und Porträtmalers Ernst Gotthilf Bosse (geb. 785 in Riga, 1815–1820 Schüler der Dresdner Akademie). Ab 1828 studierte er in Dresden und in Darmstadt, danach lebte und arbeitete er in St. Petersburg; mit seinen Bauten leistete er einen besonderen Beitrag zur Epoche des Historismus. Er entwarf und baute Stadthäuser, Villen und Landhäuser, aber auch Kirchen in St. Petersburg und Umgebung. Im Jahr 1832 wurde er „Freier Künstler“, 1839 Akademiemitglied. Er bewohnte mit seiner Familie das Haus Nr. 15 in der 4. Reihe der Wassiljewski-Insel, das 1847–1849 nach seinem eigenen Entwurf gebaut wurde. Ab 1851 arbeitete er in der Hauptdirektion für Eisenbahnen und öffentliche Bauten. In dieser Funktion betreute er auch die Praktika der Studenten der Bauschule. Ab 1854 war er Hofrat. 1858 wurde er zum kaiserlichen Hofarchitekten ernannt und erhielt den Rang eines Kollegiatsrates, 1862 den eines Staatsrates und er wurde im selben Jahr mit dem St.-Anna-Orden 2. Grades ausgezeichnet. Seit 1863 krankheitsbedingt im Ruhestand, ging er zur Behandlung nach Dresden, wo er weiter konstruierte und baute. Von 1863 bis zu seinem Tode im Jahr 1894 lebte er in Dresden. 1865 wurde er von Zar Alexander II. in den erblichen Adelsstand erhoben. Seit 1870 war er Mitglied der St. Petersburger Architektengesellschaft. Er starb am 26. Februar (10. März) 1894 im Alter von 82 Jahren in Dresden. Sein restauriertes Grab befindet sich auf dem Trinitatisfriedhof.
Seine Bauten sind in verschiedenen Bauformen und Stilen ausgeführt, so auch bei der Planung der Villa Meyer in Dresden. Als Architekt spielte er auch bei der Planung der Russisch-orthodoxen Kirche in Dresden eine besondere Rolle, die Bauleitung erfolgte durch den Dresdner Architekten Karl Weißbach. In Dresden führte er unter anderem die Planung und den Bau der Evangelisch-reformierten Kirche (1892–1894) im Stil der Neoromanik aus. Das Vorbild war die lutherische Kirche St. Johannes in St. Petersburg, die er 1859–1860 entworfen und gebaut hatte. Die Kirche in Dresden wurde 1945 schwer beschädigt und später abgerissen. Er selbst gehörte zur reformierten Gemeinde in Dresden.

## Verweis auf die Verleihung der Adelswürde
Harald-Julius Ernestowitsch Bosse, 1812–1894, Akademiemitglied und Professor der Kaiserlichen Akademie der Künste, Staatsrat, Kavalier des St.-Anna-Ordens 2. Klasse, erhielt am 2. April 1865 das Diplom der erblichen Adelswürde.

## Werk

### Bauten (Auswahl)
- 1839–1840: Französische Reformierte Kirche in St. Petersburg, Bolschaja-Konjuschennaja-Straße
- 1843: Hotel Paschkow in St. Petersburg, Kutusow-Kai
- 1841–1844: Villa Paschkow in St. Petersburg, Liteiny-Prospekt
- 1842–1848: Nebengebäude der Evangelisch-Lutherischen Marienkirche in St. Petersburg, Bolschaja-Konjuschennaja-Straße
- 1843–1847: Herrenhaus Sakrewskij in St. Petersburg, St.-Isaak-Platz
- 1844: Haus Garfunkel in St. Petersburg, Sadowaja-Straße
- 1847: Landhaus Saltykowa in St. Petersburg, Krylow-Straße
- 1847–1848: Wiederaufbau des Gebäudes Kitner in St. Petersburg, St. Isaak-Platz
- 1847–1848: Haus Stepanowa in St. Petersburg, Fontanka-Ufer
- 1849: Schloss- und Parkanlage des Direktors der Kaiserlichen Theater Saburow in St. Petersburg, Moika-Ufer
- 1852–1855: Rigaer Börse im Neorenaissance-Stil
- 1853–1857: Haus des Prinzen Kotschubej (später Netchajew-Maltzew) in St. Petersburg, Tschaikowski-Straße
- 1857–1860: Haus Buturlina in St. Petersburg, Tschaikowski-Straße
- 1857–1860: Hotel der Elisabeth Burtulina in St. Petersburg, Tschaikowski-Straße
- 1857–1859: Sommerresidenz „Snamenka“ in Petershof
- 1857–1861: Sommerresidenz „Michailowka“ bei St. Petersburg
- 1859–1860: Lutherische (Estnische) Kirche St. Johannes in St. Petersburg, Dekabristen-Straße
- 1859–1863: Kirche der Fürbitte der Mutter Gottes in der Heiligen Dreifaltigkeit, Strelna (abgerissen)
- 1861–1864: Evangelisch-Lutherische Marienkirche in Perm
- 1861: Manege des Leibgarderegiments in Petershof
- 1862–1865: Deutsche Reformierte Kirche in St. Petersburg, Bolschaja-Morskaja-Straße (mit David Grimm)
- 1864: Deutsche Kirche in Helsinki (mit C. J. von Heideken)
- Haus Barjatinski (Großherzogin Olga Alexandrowna von Russland)
- 1872: Planung der Russisch-orthodoxen Kirche in Dresden
- 1875: Planung der Villa für den Kaufmann Johann Meyer in Dresden (Beuststraße, 1945 zerstört)[3]
- 1892–1894: Planung der Evangelisch-reformierten Kirche in Dresden (Friedrichsring, später abgerissen).

### Einige seiner Bauten in Bildern

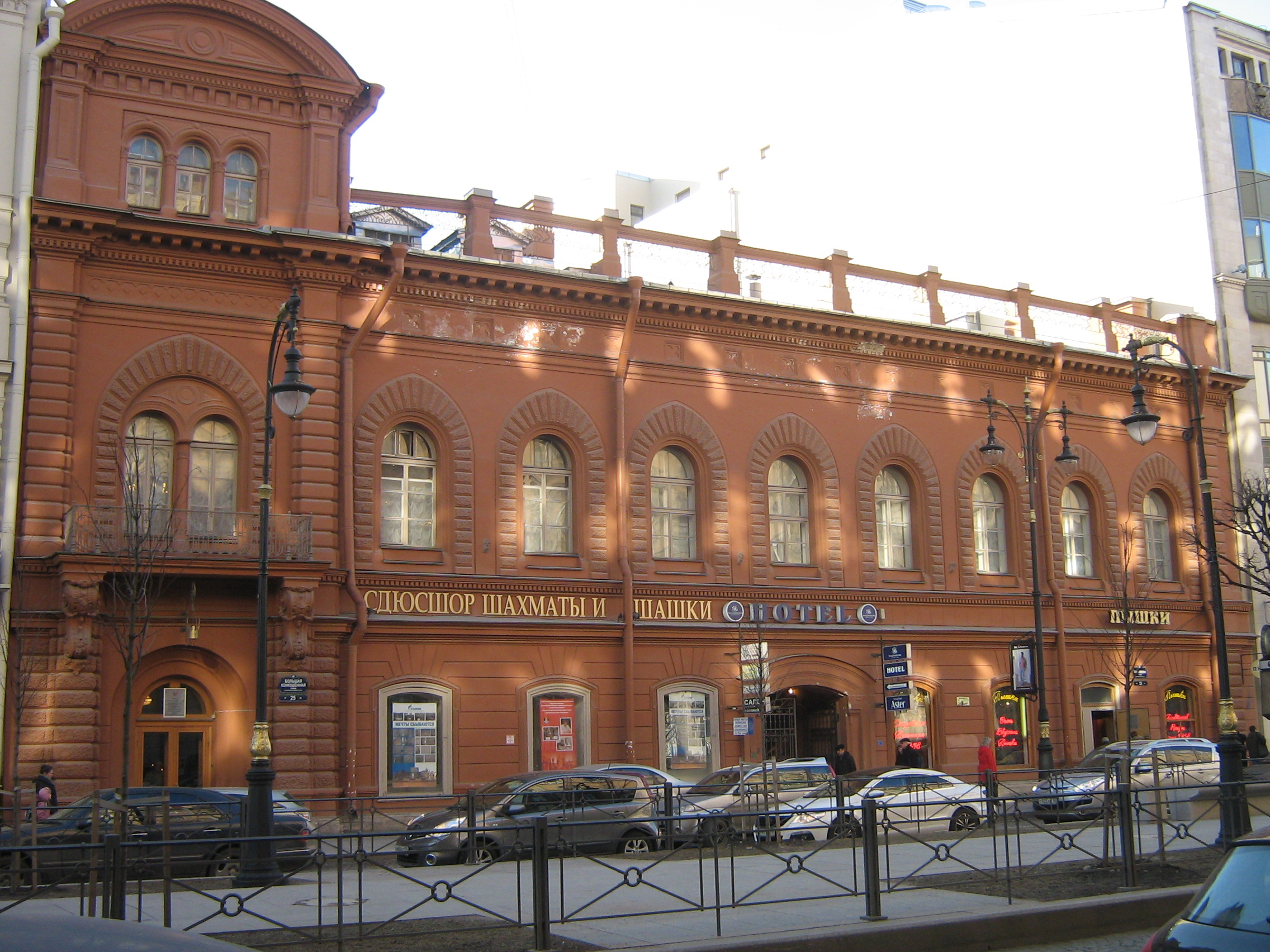
Französische Reformierte Kirche in St. Petersburg
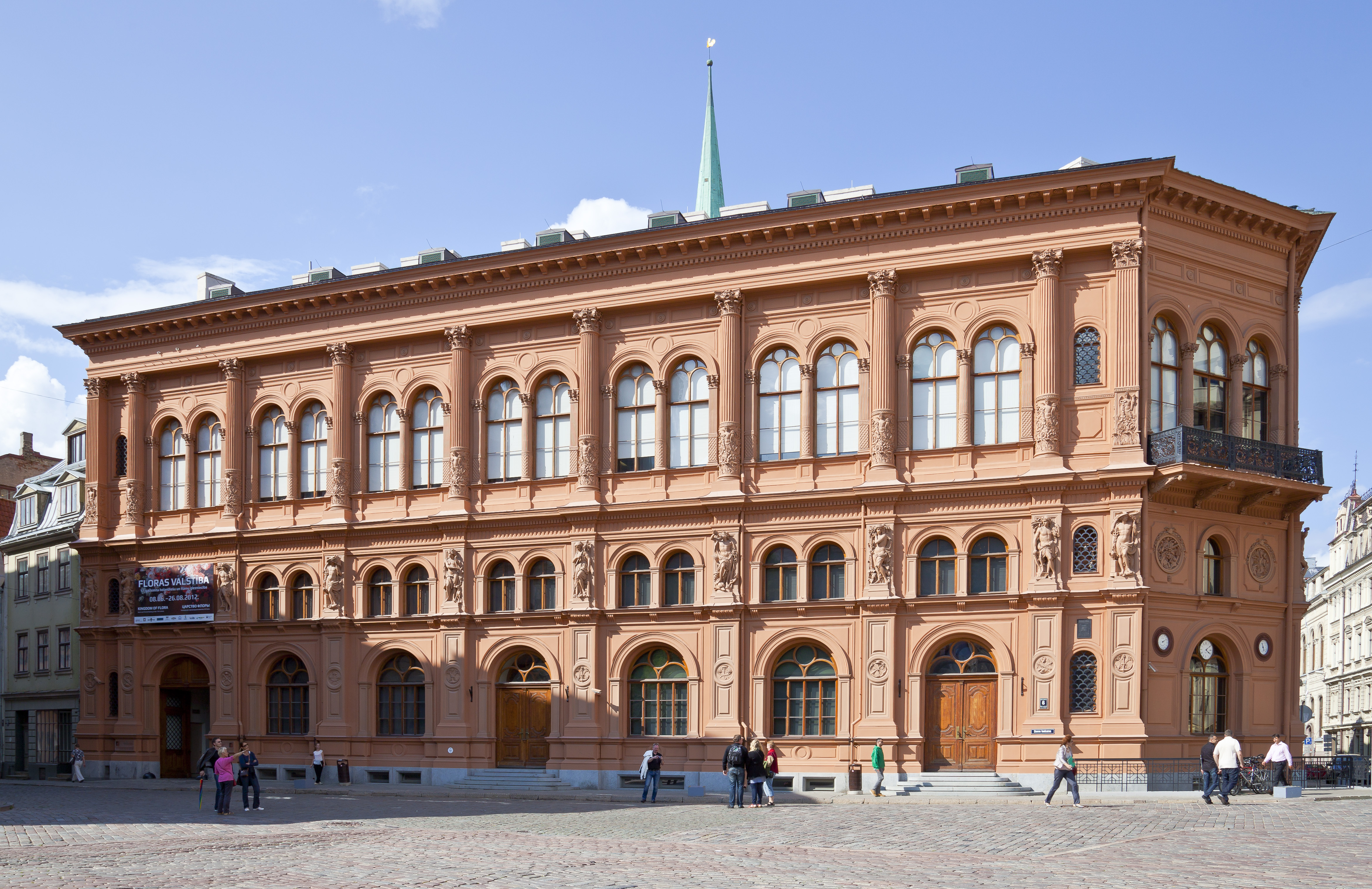
Ehemalige Börse von Riga
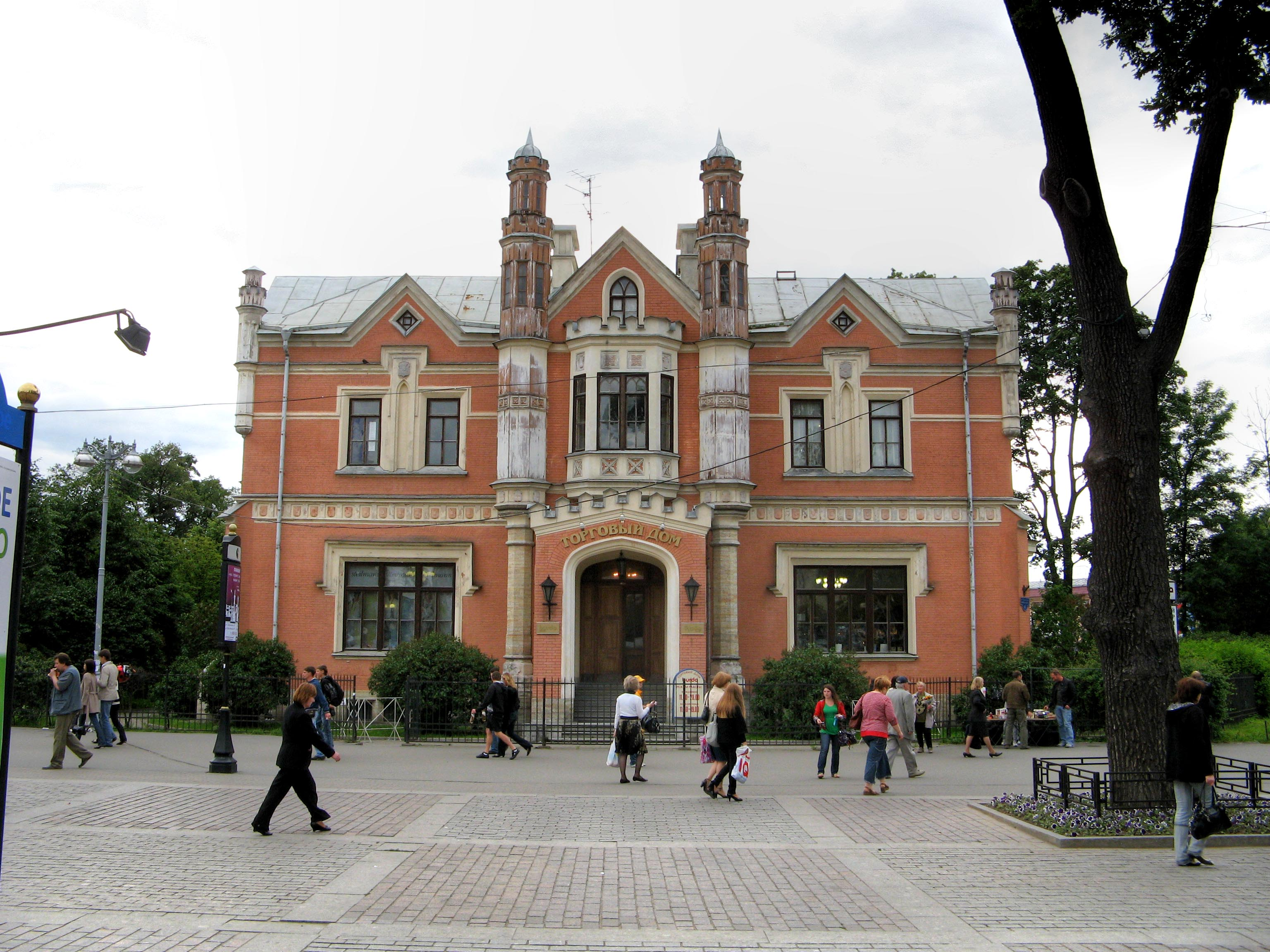
Landhaus Saltykow in St. Petersburg
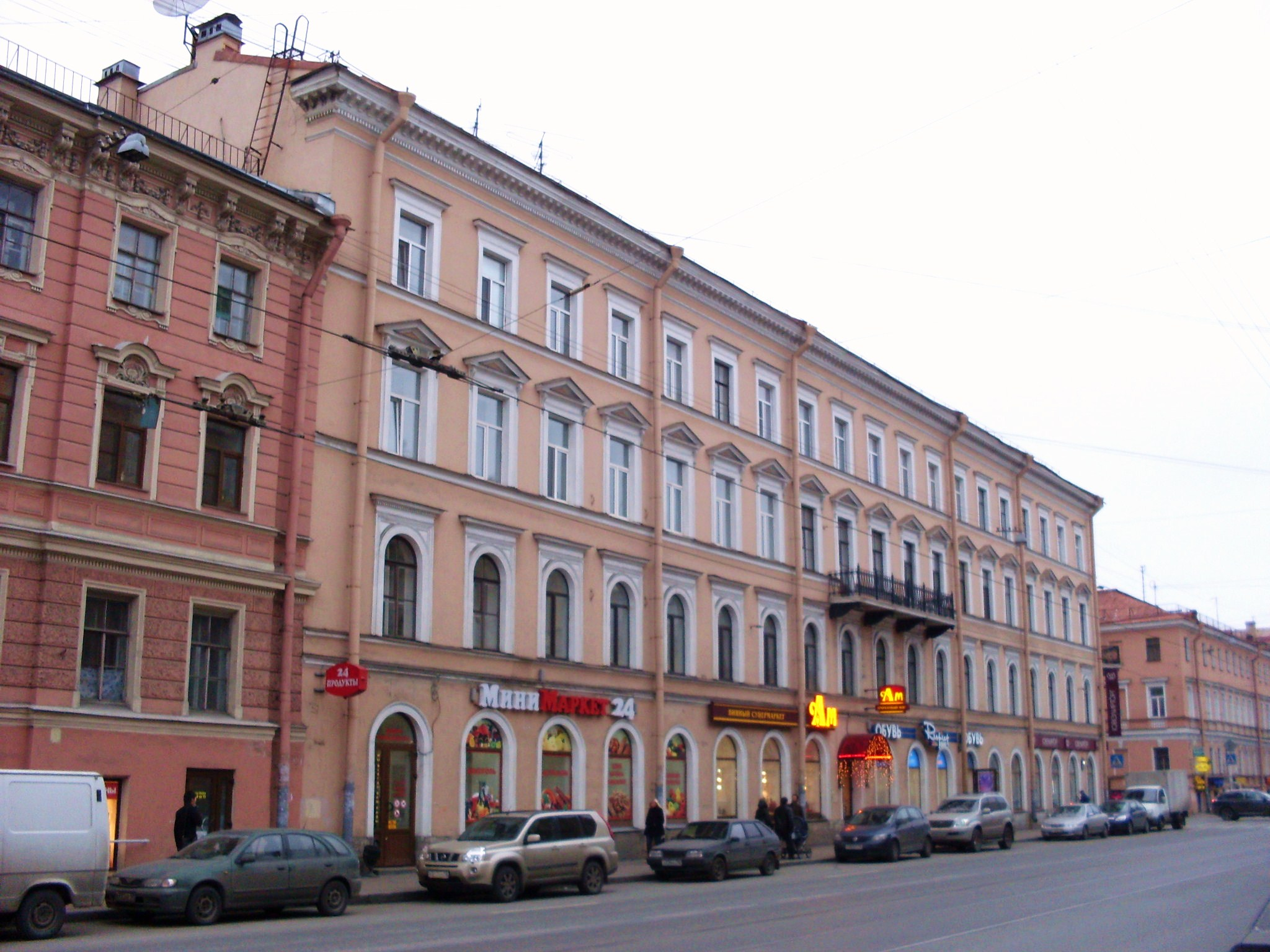
Garfunkel-Haus in St. Petersburg
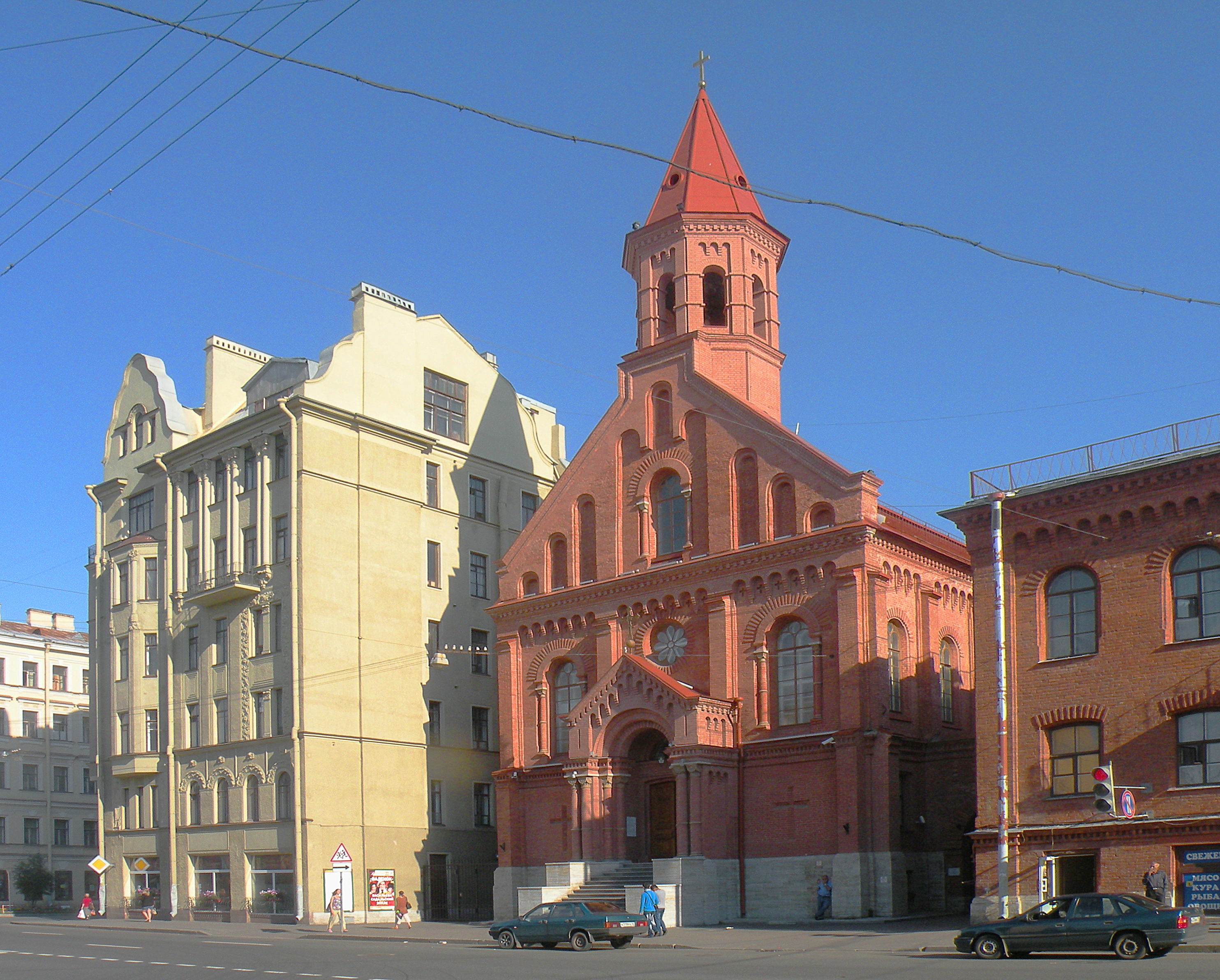
Lutherische (estnische) Kirche St. Johannes in St. Petersburg
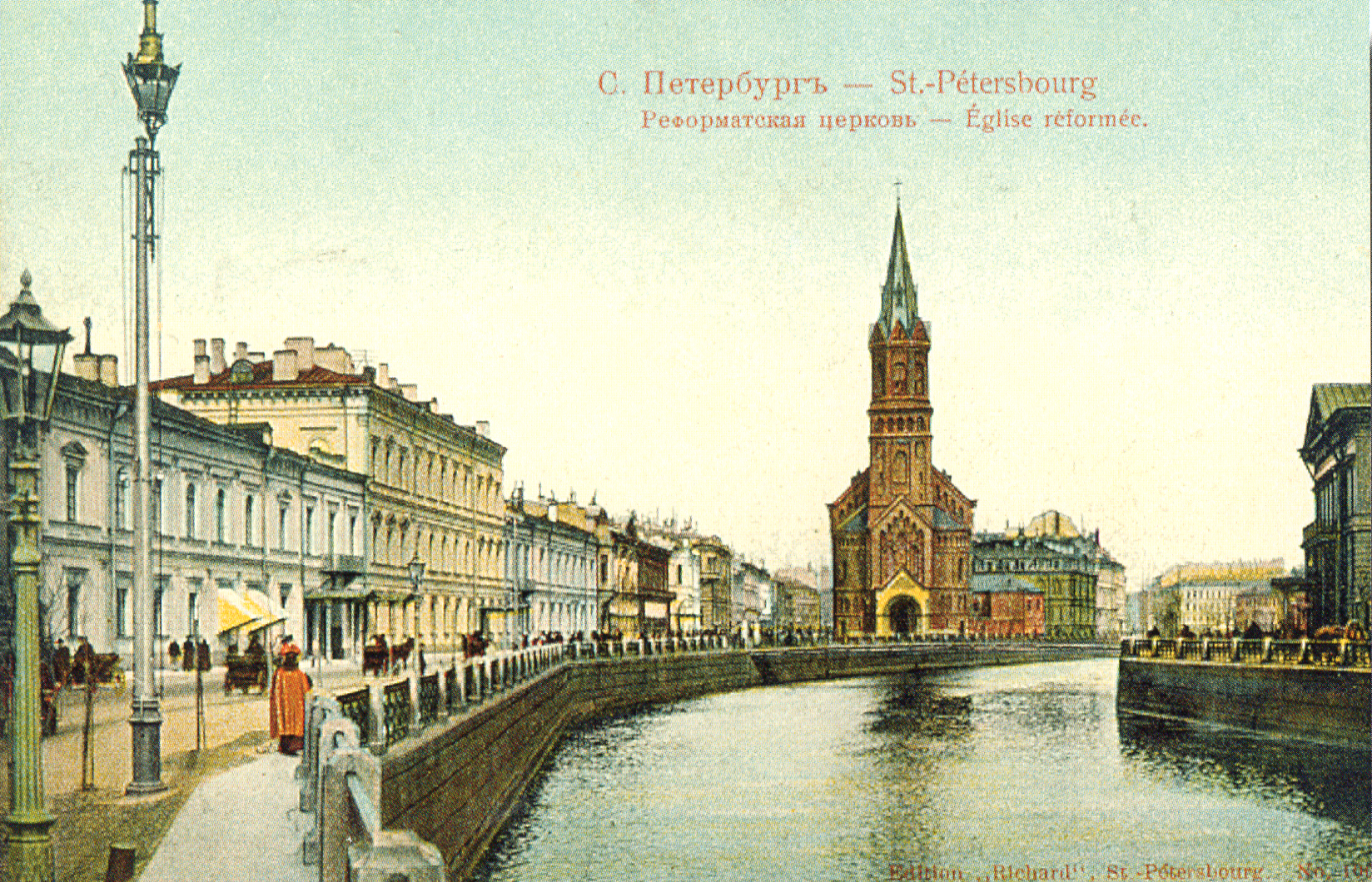
Deutsche reformierte Kirche in St. Petersburg
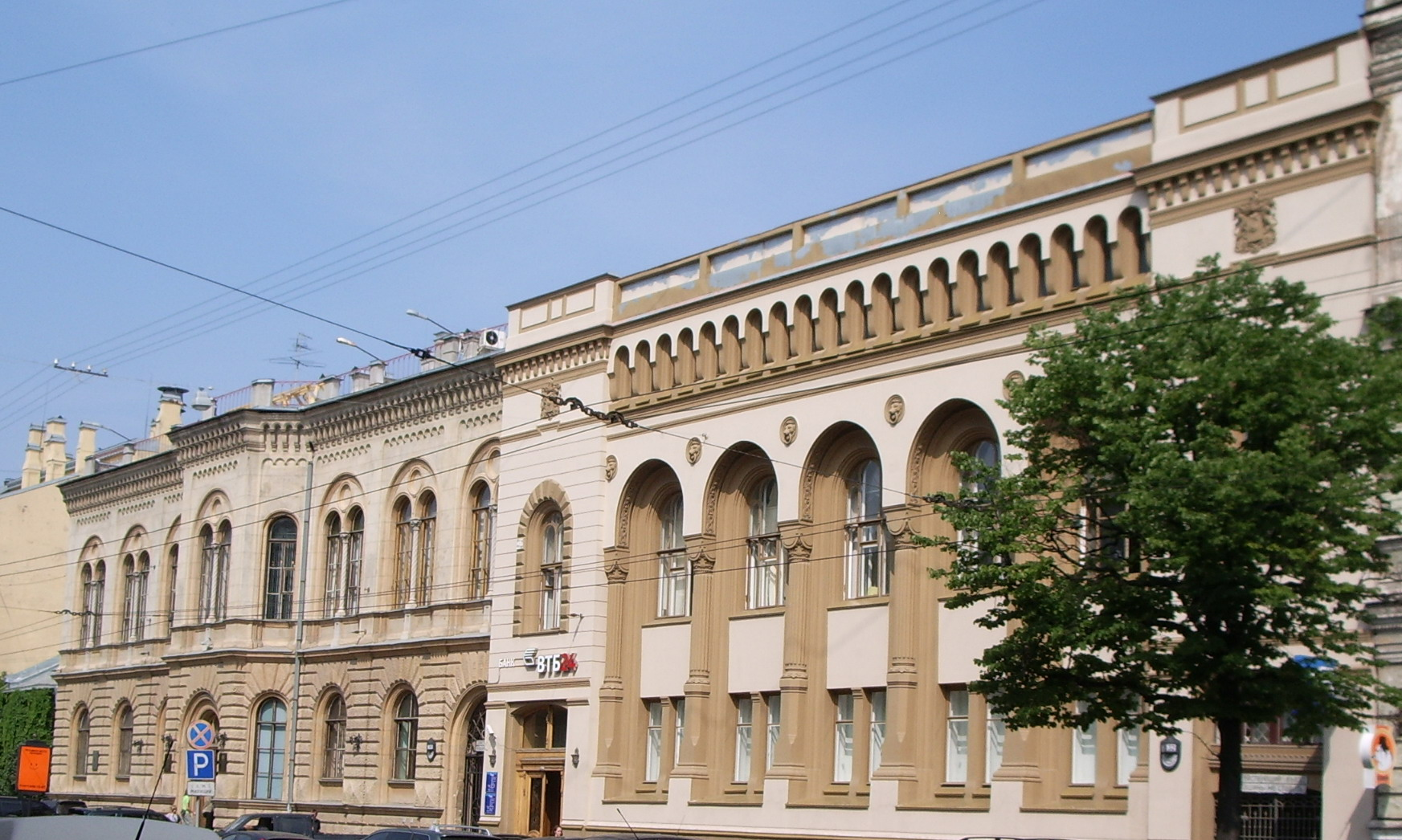
Haus Netchajew-Maltzew St. Petersburg
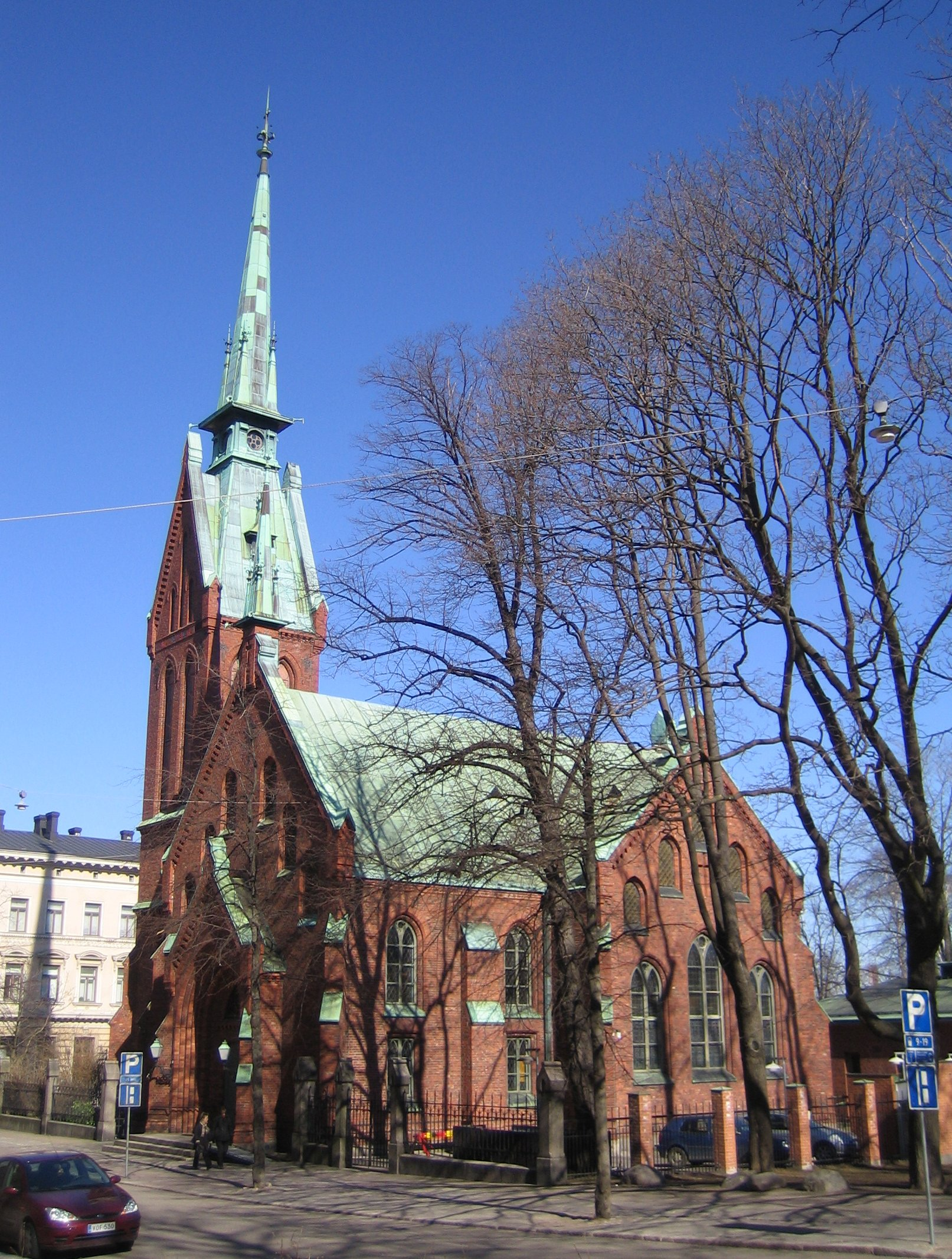
Deutsche evangelische Kirche in Helsinki
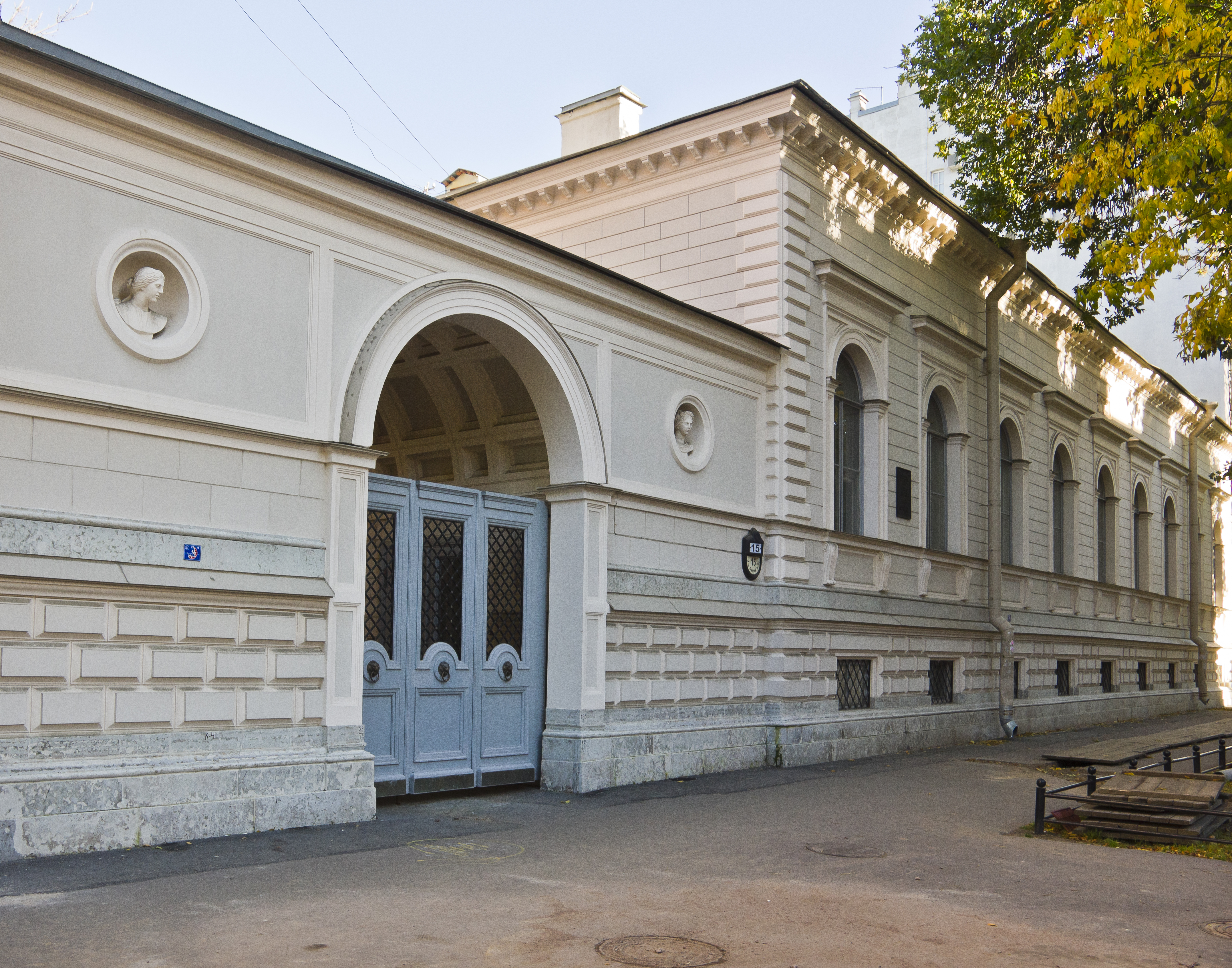
Bosse-Haus in St. Petersburg
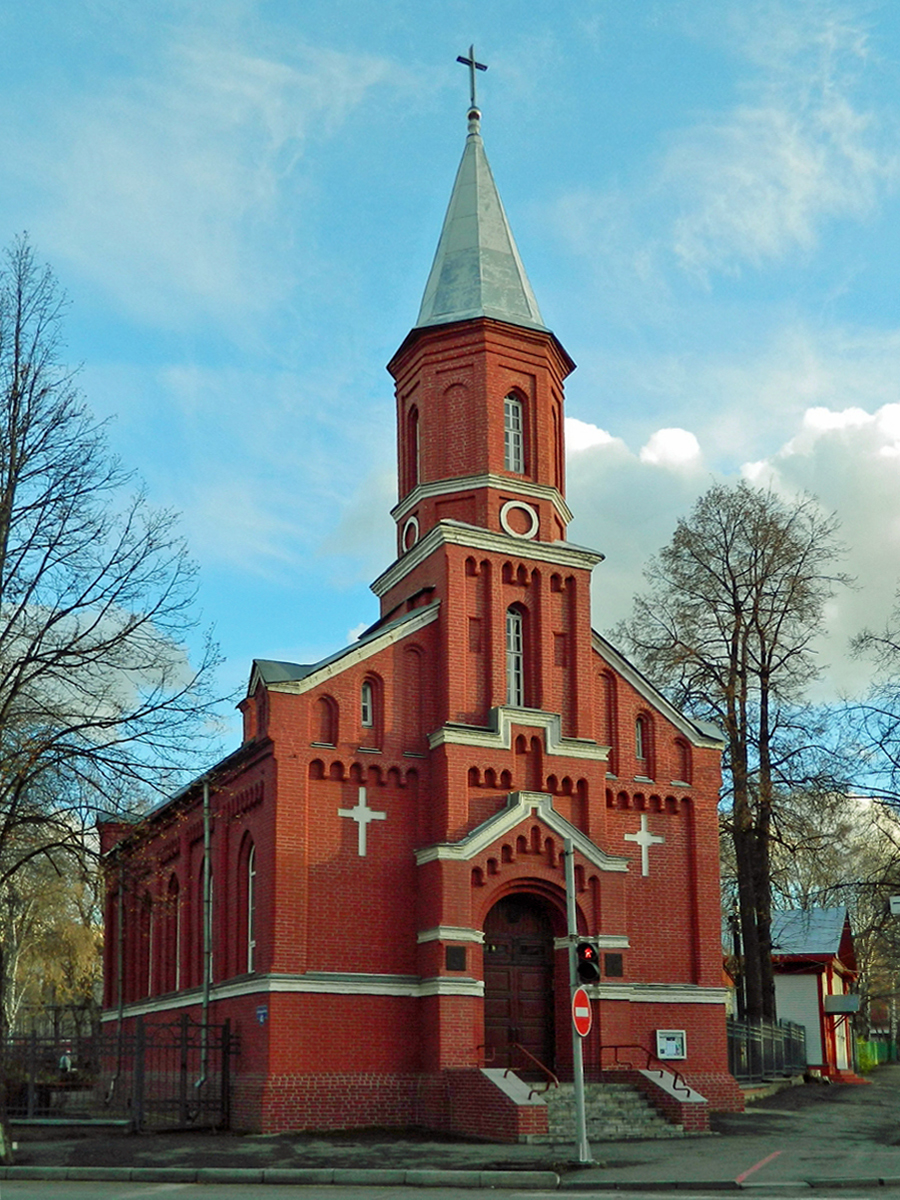
Evangelisch-lutherische Kirche in Perm
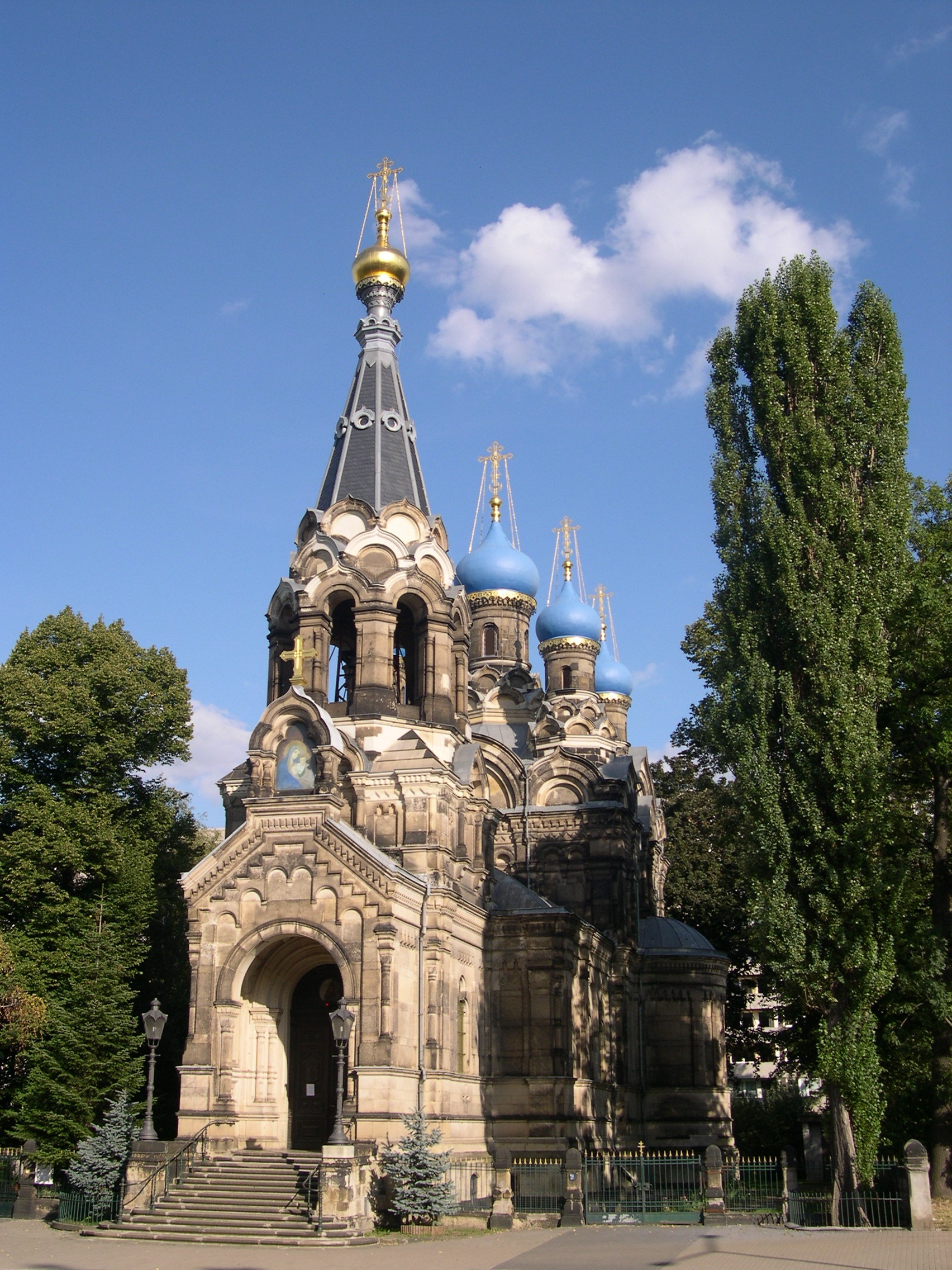
Russisch-orthodoxe Kirche in Dresden
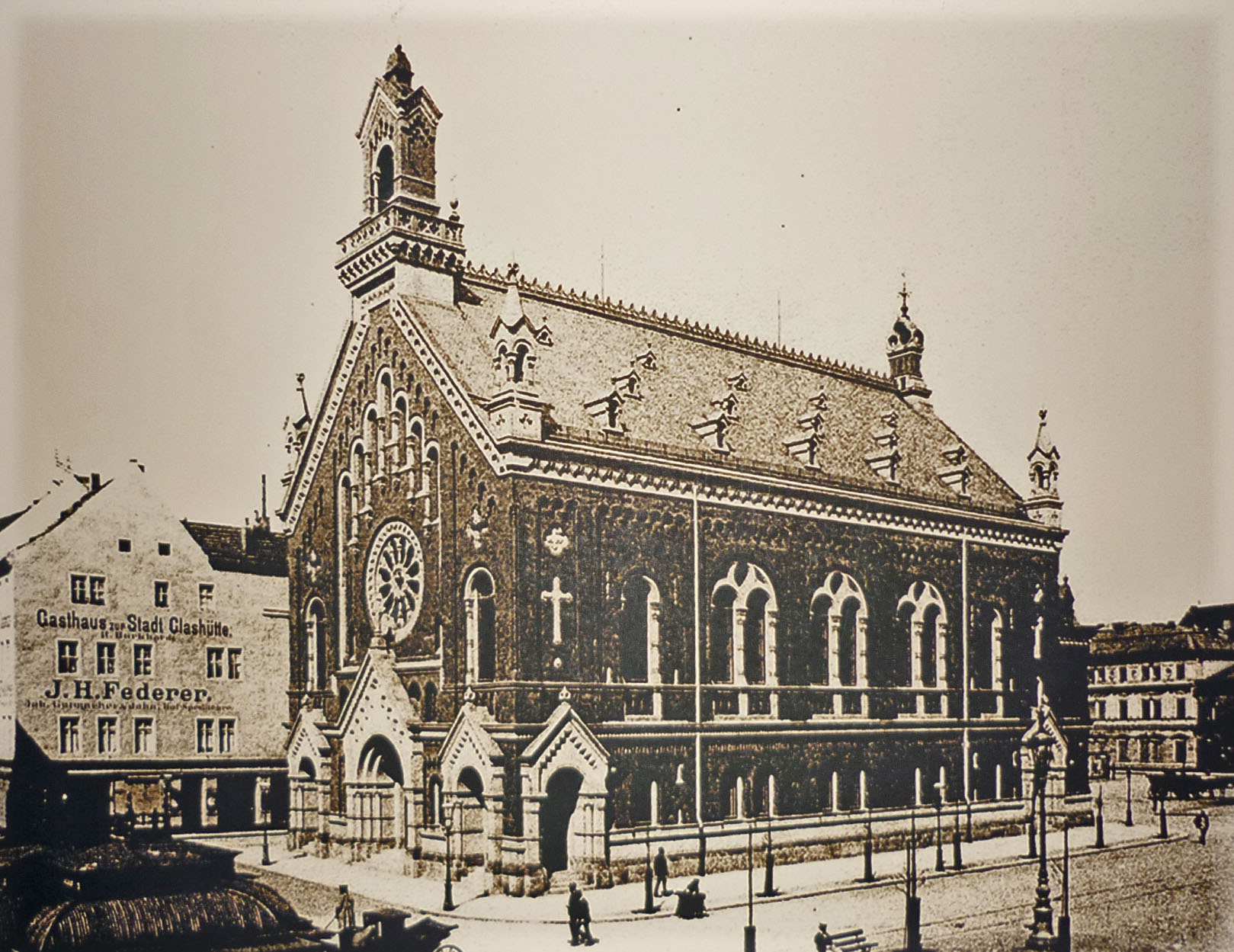
Ehemalige Reformierte Kirche in Dresden
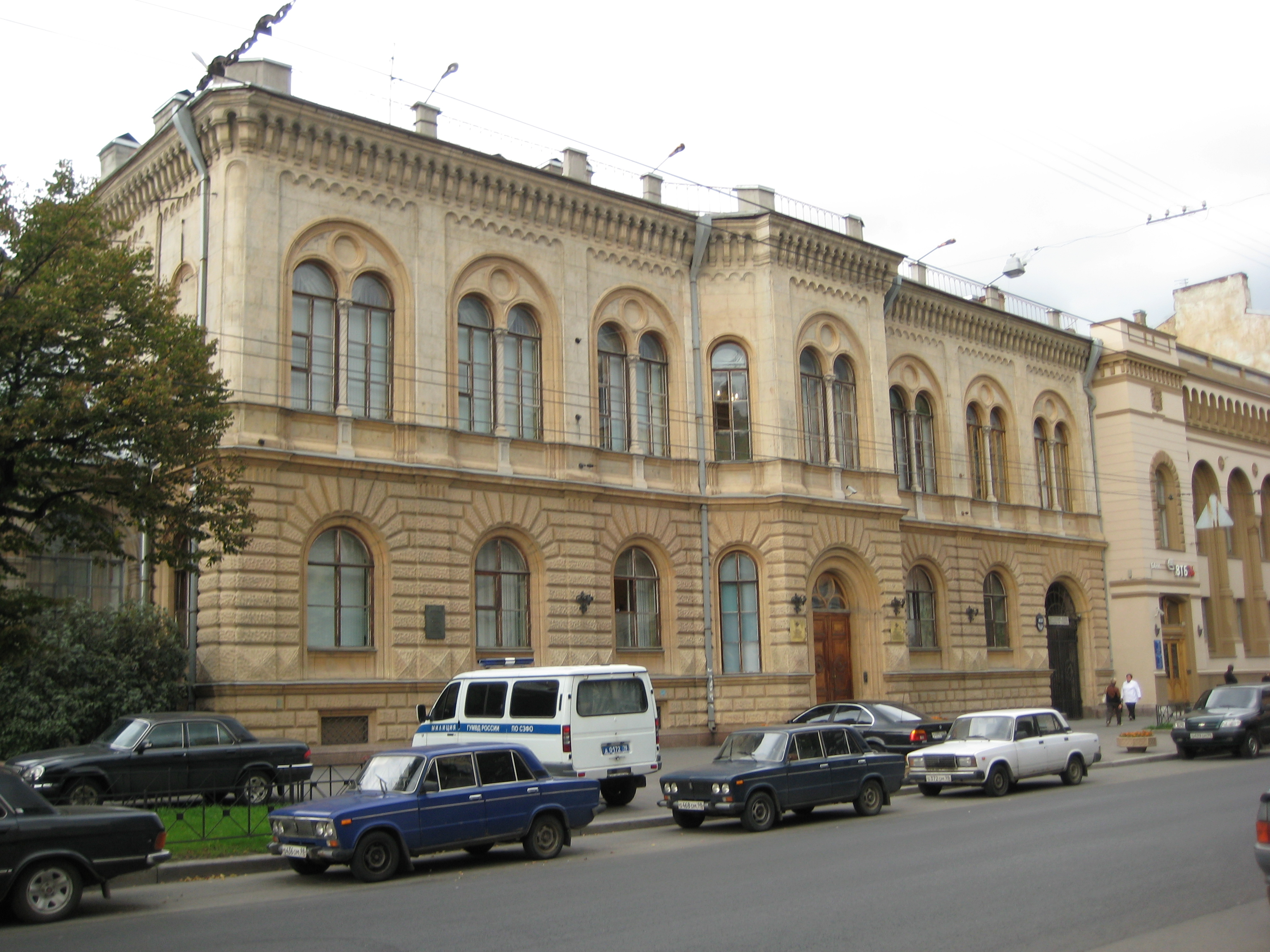
Herrenhaus des Prinzen Kotschubej